# La Guingueta d'Ix
La Guingueta d'Ix (en francès Bourg-Madame) és una comuna de la Catalunya del Nord, a la comarca de l'Alta Cerdanya, a mig camí entre Puigcerdà i Llívia. Administrativament, pertany a l'Estat francès.
La comuna inclou les poblacions de la Guingueta d'Ix, la més gran i la que fa de cap comunal; Ix, que n'era l'antiga capital i que fou breument la capital del comtat de Cerdanya al segle XVI; Càldegues, que va ser comuna independent fins al 1973; i Oncès.
La dita popular és Els homes de la Guingueta, són gent de bragueta. També hi ha una dita que diu Anar França endins fins a la Guingueta.

## Etimologia
La primera part del topònim, Guingueta (o Guinguetes), significa taverna o hostalet, com explica Joan Coromines, en el seu Diccionari etimològic i complementari de la llengua catalana. Es tracta d'un terme procedent del francès, Guinguette. Es tractaria, així, doncs, de les tavernes o hostalets del poble d'Ix instal·lades a peu de carretera ran de la frontera administrativa.
D'altra banda, el mateix Coromines explica Ix en el seu Onomasticon Cataloniæ com un dels nombrosos topònims d'origen iberobasc presents a la zona pirinenca. Procedeix del terme èuscar etxe (``casa``).
La denominació francesa està explicada a l'apartat d'Història contemporània.

## Geografia

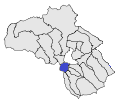
La Guingueta d'Ix a l'Alta Cerdanya

### Localització i característiques generals
El terme comunal de la Guingueta d'Ix, de 78.500 hectàrees d'extensió, és situat al centre del límit sud de la comarca de l'Alta Cerdanya. És al límit entre l'Alta i la Baixa Cerdanya.
El terme sencer és al bell mig de la plana cerdana. És del tot pla, i només hi ha uns lleugers turons a l'extrem de llevant del terme. El punt més elevat de la comuna arriba als 1.231 m alt a la carretera N - 116 al Pla de Medes, al sud-est de Càldegues. El punt més baix és a la llera del Segre just en el moment d'entrar en el terme de Puigcerdà, a 1.127,8 m alt, en el lloc on el Reür s'uneix al Segre, al sud del poble de la Guingueta d'Ix. Aquest poble és a 1.137,2 m alt, Ix, a 1.156,8, Càldegues, a 1.166,5, i Oncès, a 1.175,1. Aquesta zona tan plana és el punt de trobada de diversos cursos d'aigua cerdans: el Segre, que ve del nord del terme comunal, de la vila de Llívia, el seu afluent per la dreta, el Reür, que procedeix del nord-oest, del terme d'Ur, el Rec de la Verneda, que hi arriba per l'esquerra procedent de l'est, del terme de Santa Llocaia, i el Rec de Nervols, que arriba del sud-est, del terme d'Oceja.
El terme comunal de la Guingueta d'Ix està inclòs en el Parc Natural Regional del Pirineu Català.
Termes municipals limítrofs:
| Ur (Cerdanya)              |                   | Llívia                |
|                            |                   | Santa Llocaia / Naüja |
| Puigcerdà (Baixa Cerdanya) | Palau de Cerdanya | Oceja                 |

### Antic terme de la Guingueta d'Ix
El terme antic de la Guingueta d'Ix, abans que hi fos afegit l'antic terme de Càldegues, feia 4,63 km², cosa que representa el 58,98% del terme actual: tot el sector oest i tot el sud.

#### El poble de la Guingueta d'Ix

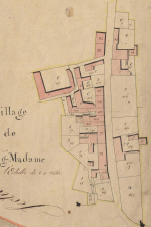
La Guingueta d'Ix en el Cadastre Napoleònic del 1812 (ADPO)

L'actual cap comunal, antigament anomenat les Guinguetes d'Ix o la Guingueta d'en Giraut és a l'extrem de ponent del terme, just damunt de la línia fronterera estatal. El poble vell està agrupat a banda i banda de la carretera de Puigcerdà, on hi ha la frontera, però modernament s'ha estès cap al nord, nord-est i est, amb una sèrie de barris nous de cases unifamiliars amb jardí; per l'est, fins a l'Estació de la Guingueta d'Ix i una gran zona esportiva i escolar.e
El poble s'originà al llarg de la carretera que l'unia amb Puigcerdà, just al límit de l'estat francès. Posteriorment, pràcticament tot durant els segles XIX i XX, anà creixent a través de nous carrers que s'obriren al nord i al sud de la carretera, però ja d'una forma menys compacte que la filera de cases de la carretera. El barri del Prat del Pont és el primer espai on va créixer el poble. En una segona línia de carrers es va construir Sant Martí de la Guingueta, l'església parroquial del lloc, que heretà el patronatge de l'antiga parròquia del terme, Sant Martí d'Ix. Els noms de les cases de la Guingueta d'Ix conservats són Cal Corderó, desapareguda, i Cal Pató.
En els darrers cinquanta anys, la Guingueta d'Ix ha crescut pel desenvolupament d'algunes urbanitzacions, com l'Arenal, Bellevue, Casanova, les Dues Aigües, la Font d'Ix, Forques Llargues, el Mas d'en Piques, on hi ha el càmping, els Nèrvols, el Reür i la Solana.

#### Ix

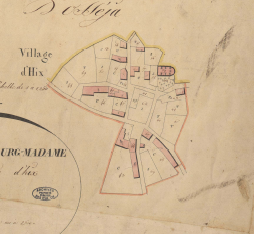
Ix en el Cadastre Napoleònic del 1812 (ADPO)

Ix fou l'antic cap de la comuna, fins i tot un breu període capital del Comtat de Cerdanya, és molt a prop de la Guingueta d'Ix (a cosa de mig quilòmetre), al bell mig de la plana. Just al nord del poble hi ha el Cementiri Nou de la comuna. És un poble petit, agrupat, però sense formar un nucli compacte.
La seva església parroquial de Sant Martí és al nord-est del nucli de població. Les cases d'Ix el nom de les quals s'ha conservat són Cal Carbonell, Cal Girvès, Cal Martí, un altre Cal Martí, abans Cal Llanes o Cal Batlle, Cal Mas Blanc d'Ix, abans Ca l'Esteve, Cal Meia i Cal Mir, abans la Torre d'Ix, que probablement es construí damunt de les restes de l'antic palau comtal. Aquest mas conserva elements medievals.

### Antic terme de Càldegues
L'antic terme de Càldegues ocupava 3,22 km², cosa que representa el 41,11% del terme actual de la Guingueta d'Ix, situada al seu nord-est.

#### El poble de Càldegues

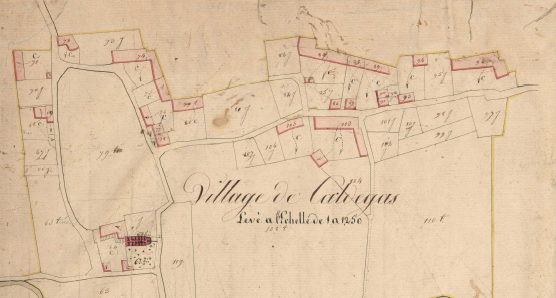
Càldegues en el Cadastre Napoleònic del 1812 (ADPO)

El poble de Càldegues és en el centre del terç nord-oriental de la comuna, a la dreta del Rec de la Verneda.
Es tracta d'una parròquia rural de petit volum, creada a prop al nord i nord-est de l'església de Sant Romà de Càldegues, romànica del segle xii, que té el cementiri vell al costat de migdia del temple. Modernament s'ha obert un cementiri nou a poca distància al sud del del costat de l'església.
A Càldegues es conserven alguns noms tradicionals de les cases: Cal Baurès, abans Cal Viol, Cal Bolfa, Cal Gambús, Cal Mir, un altre Cal Mir, abans Cal Puig, i Cal Vernis, ara ja en desús.

#### Oncès

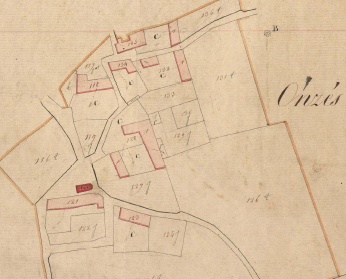
Oncès en el Cadastre Napoleònic del 1812 (ADPO)

El petit vilatge d'Oncès és a prop del límit amb Llívia, al nord-est del terme de la Guingueta d'Ix.
Es tracta d'un poble petit, agrupat, però no compacte, format per una vintena de construccions, entre cases i edificis agrícoles, al voltant de la Plaça. No té església (hi havia hagut la de Sant Julià d'Oncès, ara desapareguda) ni cap altre edifici comú, atès que sempre ha depès, en tots els aspectes, de Càldegues.
A Oncès es conserven també alguns noms de cases: Cal Calbet, Cal Carbonell, Cal Delcor, Cal Lassús, abans Cal Blanc, Cal Travis i Cal Xem.

#### El Molí de Travi
L'antic Molí de Travi és actualment un petit lloc de mitja dotzena d'edificis, entre habitatges i construccions agrícoles i ramaderes. El petit grup de cases és a la dreta del Segre i a prop del Mas d'en Llordà, situat més a ponent.

### Els masos del terme
En el terme de la Guingueta d'Ix hi ha alguns masos, principalment per l'orografia, que permet un treball agrícola intensiu de secà. Així, hi ha el Mas Blanc, convertit en liceu professional agrícola, el Mas d'en Cot, el Mas d'en Llordà, o Llordes, i el Mas d'en Piques, al voltant del qual s'ha format una urbanització. També hi ha el Molí, o Molí de Traví. En aquest terme hi ha dos ponts dignes d'esment: el de Llívia i el del Reür (aquest pont coincideix amb la frontera administrativa).

### Hidrònims

#### Cursos d'aigua
El terme de la Guingueta d'Ix s'articula sobretot sobre quatre rius: a la zona central, el Segre. Afluent seu per la dreta, que prové d'Ur, al nord, el Reür, i per l'esquerra, el Rec de les Vernedes, que hi aporta el Rec de Tamborins, més al nord, i el Rec de Nèrvols, o el Nèrvols, o Rec de les Medes, més al sud, que abans ha recollit el Rec de Coma Moltons i el de Coma Cardera. Entre aquests dos recs, de curt recorregut, hi ha el Rec de la Coma d'Ix.

#### Canals d'irrigació
Situat en una plana essencialment agrícola, aquest terme té diversos canals d'irrigació: l'Agulla del Pla del Mas, l'Agulla de les Basses, el Canal o Rec de l'Estany, la Peixera de Cal Ros, el Rec del Molí de Travi, el Rec del Pas del Bou, que és alhora de drenatge i irrigació, el Rec del Rigal, igualment amb les dues funcions. Com a punt de partença dels canals de reg, es troba la Resclosa de les Salites.

#### Altres
A la Guingueta d'Ix hi ha un estany, el del Mas Blanc, i una sola font destacada, la Font d'Ix.

### Orònims
En un terme tan pla, hi ha poc representativitat d'orònims. Tanmateix, hi ha obagues, com el Bac de Càldegues, el Bac Gros i els Bacs d'Oncès; clots, com els Clots; comes, com la Coma, la Coma de Càldegues, Coma Cardera, la Coma d'Ix, Coma Moltons; costes, com la Costa del Mas de Saut, les Costes d'en Sorolla; plans, com el Pla de Dalt, el Pla del Mas, el Pla de Medes, el Pla d'Oncès, les Planes, les Planes d'en Surroca, i solanes, com els Solans i els Solans de Càldegues, o la Solana.

### El terme comunal
Les partides o espais definits del terme comunal són l'Arenal, l'Argelagosa, les Basses, Campori, els Camps de Nyer, els Camps Majors, la Closa del Salitó d'Oncès, la Closa de Terra Negra, les Closes de Darrer, les Closes de Davant, les Closes del Molí, la Colomina, o les Colomines, Darrer l'Iglésia, les Dues Aigües, les Feixes de la Pujada, Fonts Velles, les Forques Llargues, les Maçanes, el Mas Blanc, el Mas d'en Llorda, el Mas d'en Piques, el Mas de Saut, el Molinet, el Molí de Travi, Nèrvols, el Pont de Llívia, la Prada, la Prada de Càldegues, el Prat de les Salites, els Prats del Pont, els Prats Llargs, el Rigal, o Rigall, Roc Ballador, que és un senyal termenal, els Salitons de Càldegues, el Socors i els Tossals.

### Fites frontereres

#### Sèrie general, termenal ambPuigcerdà
El terme de la Guingueta d'Ix té dotze fites frontereres (la numeració va d'oest a est, en aquesta comuna de nord a sud-est): les que porten els números 478 a 489. En el primer tram de la frontera del terme de la Guingueta d'Ix, com que la línia és marcada pel Reür, hi ha doble sèrie de fites, una a cada vora del riu i no sempre perfectament encarades; moltes altres fites posteriors són també desdoblades. En aquest capítol estan descrites només les de l'esquerra del riu, totes en territori de l'Alta Cerdanya.
- La 478, una fita quadrangular de mida mitjana amb el número gravat en el bloc de pedra, és al nord del terme, a ponent de la carretera N - 20 i al sud-oest del Pont de Llívia, a l'esquerra del Reür, a la vora oest d'un camp on es guarden caravanes, pertanyent al Càmping (al Pont de Llívia hi ha la 477, que és en terme d'Ur).

- La 479, uns 450 metres més al sud-sud-oest de l'anterior, una fita igualment quadrangular de mida mitjana també amb el número gravat en el bloc de pedra, és al bell mig d'un petit parc públic a l'esquerra del Reür, a l'alçada del número 16 del Passeig de la Granja.

- La 480, desdoblada en dues (nord i sud) és en el Pont del Reür, per on discorre la carretera N - 116 de la Catalunya Nord (Avinguda de la Porta de França de la Guingueta d'Ix) i la N - 152 de la Catalunya del Sud (Avinguda del Segre de Puigcerdà), a la vorera de vianants. És a quasi 350 metres al sud-sud-oest de la 479. Són dues fites lleugerament diferent una de l'altra, de mida mitjana, amb el número gravat en el bloc de pedra.

- La 481, una placa dessota d'una tapa d'aigua, és en el Passeig del Reür, a menys de 70 metres al sud de l'anterior. És una placa circular clavada a terra amb el número gravat al damunt.

- La 482, una placa clavada a terra al mig de l'asfalt del carrer amb el número gravat a la cara superior de la placa, a la confluència del Passeig del Reür amb el del Segre. És a uns 310 metres al sud de l'anterior. La línia fronterera està marcada en aquest tram per una paret que separa dues propietats personals, una de Puigcerdà i l'altra de la Guingueta d'Ix.

- La 483, una fita de planta quadrangular de mida mitjana, amb el número gravat en el bloc de pedra, és a uns 40 metres al sud de la 482, a l'esquerra del Segre i al començament del Carrer del Mas d'en Cot, a la vorera del carrer. Continua encara la paret anteriorment esmentada marcant la línia fronterera.

- La 484, una altra fita de planta quadrangular de mida mitjana, igualment amb el número gravat en el bloc de pedra, és a uns 230 metres de l'anterior, a l'angle meridional d'un prat que s'estén al costat meridional d'uns edificis comunals, entre els quals el dels bombers del lloc i al sud-oest de la urbanització que hi ha a les antigues terres del Mas d'en Cot. Continua encara havent-hi el mur esmentat, que forma diversos angles.

- La 485 és al final de la paret anteriorment esmentada; és a 110 metres de l'anterior, i es tracta d'una fita quadrangular mitjana, amb el número gravat en el bloc de pedra. És a l'angle sud-est del prat contigu a l'anterior, al sud de l'extrem sud-est de la urbanització anteriorment esmentada.

- La 486, una altra fita quadrangular de mida mitjana, que no sobresurt gaire del nivell del sòl, és a 305 metres de l'anterior, a la vora oest del camí rural d'Age a Ix.

- La 487 és a 438 metres de distància de l'anterior, als Camps d'Age, seguint el rec anomenat Riba de la Coma del Mas Blanc, al començament d'una depressió d'aquesta riba. És una fita com l'anterior, també molt clavada en el sòl, en un lloc on el rec fa un suau revolt cap al nord. És a prop al sud de l'única casa que hi ha en aquesta zona al sud de la carretera D - 70.

- La 488 és a 235 metres de l'anterior, encara als Camps d'Age, seguint el mateix rec cap a l'est-sud-est, a prop d'un arbre aïllat que hi ha en el lloc. És igualment una fita com les anteriors, però que sobresurt una mica més que les altres del terra. Com totes elles, té el número gravat en una cara del bloc de pedra.

- Finalment, la 489, una fita de mida mitjana, quadrangular com les anteriors, és encara als Camps d'Age, en aquest cas en el trifini entre la Guingueta d'Ix, Palau de Cerdanya i l'antic terme d'Age, ara pertanyent a Puigcerdà. És a 267 metres al sud-est de l'anterior.

#### Termenal ambLlívia
L'enclavament de Llívia està marcat per una sèrie de 45 fites frontereres, de les quals 5 són entre el municipi de Llívia i la comuna de la Guingueta d'Ix, de la 1 a la 5.
- La 1 és al Pontarró d'en Xidosa, a la vora de llevant de la carretera de Llívia, al costat de la pedra termenal entre Llívia, Ur i Càldegues (ara, la Guingueta d'Ix). És una fita quadrangular mitjana - petita, amb el número 1 i una C o unes LL, gravades a la pedra i pintades de negre.

- La 2 és a la partida de Prada d'Avall, de Llívia, o Prada de Càldegues, a 480 metres de l'anterior, en el Pas dels Bous. És una fita quadrangular amb el capdamunt piramidal, grossa, amb el número 2 i una C (de Càldegues) o unes LL (de Llívia, segons el costat), gravades a la pedra, pintades de negre. Roman mig amagada per l'abundant vegetació del lloc.

- La 3 és igualment a la partida de Prada d'Avall, de Llívia, a 302 metres de l'anterior, a uns 20 metres del costat dret del riu Segre. És una fita quadrangular amb el capdamunt piramidal, grossa, amb el número 3 i una C (de Càldegues) o unes LL (de Llívia, segons el costat), gravades a la pedra, sense pintar. Substitueix l'antiga Fita d'en Punyet.

- La 4 és al Pla d'Oncès, a 180 metres de l'anterior, al costat de llevant d'un recolze del Camí del Pas dels Bous de Camp Ras, o de la Borda. És una fita quadrangular mitjana - petita, amb el número 4 i una C o unes LL, gravades a la pedra i pintades de negre.

- Finalment, la 5 és també al Pla d'Oncès, a 21 metres de l'anterior. És al costat oriental del mateix camí, que uneix Oncès amb Llívia per l'esquerra del Segre. És igualment una fita quadrangular mitjana - petita, amb el número 5 i una C o unes LL dessota, també gravades a la pedra i pintades de negre.

## Transports i comunicacions

### Carreteres
A causa del seu paper de poble fronterer, la Guingueta d'Ix està molt ben comunicada per carretera, pels dos costats de la frontera. Les carreteres presents en aquest terme comunal són la N - 116 (Perpinyà - la Guingueta d'Ix), la N - 20 (N - 320 / N - 22, a Portè - la Guingueta d'Ix), la D - 30 (Vallcebollera - Ur) i la variant d'aquesta carretera, D - 30c (D -30, a la Guingueta d'Ix - Ix).
La N - 116 és la carretera que enllaça la Guingueta d'Ix amb la resta de la Cerdanya nord-oriental, amb el Conflent i el Capcir, i amb el Rosselló. Per aquesta carretera, aquest poble dista 100 quilòmetres de Perpinyà, 55,3 de Prada, 34,9 de Formiguera (a través de Montlluís, que és a 22 km), citant només els caps de les comarques nord-catalanes. La N - 20 permet la comunicació amb la Cerdanya occidental, Andorra i el País de Foix.
La D - 30 uneix la Guingueta d'Ix amb els pobles cerdans propers: cap al sud-est, Oceja (4 km) i Vallcebollera (6,5); cap al nord, a través del terme de Santa Llocaia, Càldegues i Ur; la seva variant D - 30c permet l'accés a Ix.

### Ferrocarril
En el sector oriental del poble de la Guingueta d'Ix es troba l'estació de ferrocarril, de la línia del Tren Groc. Està a l'Avinguda de l'Estació (popularment, de la Gara).

### Transport públic col·lectiu
La Guingueta d'Ix disposa del Servei a la demanda, i, a més, en els pobles veïns pot enllaça amb la línia 260, que uneix Perpinyà amb la Cerdanya passant per Prada, fins on és directa des de la capital del Rosselló, Rià, Vilafranca de Conflent, Serdinyà, Oleta, Toès, Fontpedrosa, Fetges, Montlluís, Bolquera, Font-romeu, Èguet, Targasona, Angostrina, Vilanova de les Escaldes, Ur, Enveig, la Tor de Querol, la Cabanassa, Sallagosa, Er, Naüja, Oceja, la Guingueta d'Ix, Ur (fent un bucle a l'Alta Cerdanya), Enveig, la Tor de Querol, Porta i Portè. Aquesta línia circula de dilluns a dissabte amb quatre serveis diaris en direcció a la Cerdanya i cinc en direcció a Perpinyà, més un servei diari extra divendres i dissabte i tres serveis en cada direcció el diumenge.

### Els camins del terme
En un terme tan pla com el de la Guingueta d'Ix, els camins rurals són abundants. Els que enllacen els pobles del terme amb els termes i vilatges veïns són el Camí d'Age, des de Càldegues, el d'Angostrina, el de Darrer d'Iglésia, abans Camí de Montlluís, o Camí Ral, el Camí de Gorguja, el de Llívia, el del Pont de Llívia, abans Camí d'Ur des de la Guingueta, el de Naüja, el d'Oceja des de Càldegues, el d'Oceja des d'Ix, el d'Ur des de Càldegues, la Ruta de Llívia, la Ruta de Perpinyà, la Ruta de Sallagosa, des de Càldegues, la Ruta de Tolosa i la Ruta d'Oceja, abans Camí, des de la Guingueta, a més del Tren Groc. Els camins interns del terme propi són el Camí del Mas Blanc, el del Mas d'en Llordà, el d'Oncès i el Camí Ramader, o de la Granja.

## Activitats econòmiques
El terme de la Guingueta d'Ix és, de totes les comunes de l'Alta Cerdanya, la més agrícola, amb més part del terme dedicat al conreu. Hi ha més de 750 hectàrees dedicades a l'agricultura, més de 525 de les quals són de prats i farratges; a part, hi ha quasi 200 ha de cereals, i no arriba a la vintena les que produeixen hortalisses. D'altra banda, la ramaderia compta amb uns 900 caps de bestiar boví, una cinquantena d'equins i una vintena d'ovins. Aquestes activitats han propiciat l'existència de societats agrícoles i cooperatives de ramaders.
El paper de poble fronterer ha fet que l'activitat turística tingui un paper important, a l'economia del poble, cosa que fa que hi hagi restaurants, entitats bancàries, comerços i altres serveis.

## Història

### Edat mitjana
El terme actual de la Guingueta d'Ix correspon a l'antic lloc d'Ix, la parrochia Hyxi citada el 839, o Hixs el 949, villare Exi el 974, o Ix el 1035. Era la residència estival dels comtes de Cerdanya, que hi tenien un palau (domum comitale in villa Ix, del 1061, o palacium de Ix, del 1271). S'hi celebrava un mercat important, ja que és un lloc d'accés comú per als diferents sectors de la comarca. Ix perdé importància quan la cort comtal es traslladà a la vila fortificada de Puigcerdà, molt probablement entre els anys 1177 i 1178.

### Edat Moderna
En un inici, les Guinguetes d'Ix eren una barriada del poble d'Ix situada al costat de la frontera entre els estats francès i espanyol, fruit del tractat dels Pirineus, en el segle xvii. Gràcies al comerç transfronterer i al contraban gran part dels habitants d'Ix s'hi anà traslladant, i aquelles guinguetes s'anaren convertint en el poble actual.

### Edat Contemporània
El 1815, Napoleó I havia exiliat a Barcelona el duc d'Angulema Lluís Antoni de França. Després de la desfeta de Waterloo, el 10 de juliol s'instal·là a Puigcerdà i els principals de la Guingueta d'Ix es prepararen per a rebre un Borbó tan destacat (fill del futur Carles X de França). Com a recompensa al primer poble francès que trepitjà, el duc donà a aquell burg la capitalitat del terme d'Ix. Els guinguetesos oferiren anomenar Bourg-Angoulême el nou terme, però el duc preferí retre homenatge a la seva esposa (i cosina) Maria Teresa de França filla primogènita dels guillotinats Lluís XVI de França i Maria Antonieta i li donà el nom actual de Bourg-Madame, ja que Madame Royale era el títol que li corresponia.
Fins al 1973 l'actual terme comunal estava migpartit en dues comunes independents: la Guingueta d'Ix, amb el poble d'Ix, i Càldegues, amb el d'Oncès. Es fusionaren l'any esmentat, com es donà en moltes altres comunes nord-catalanes.

## Demografia

### Demografia antiga
La població està expressada en nombre de focs (f) o d'habitants (h)
| 6 f | 4 f | 8 f | 5 f | 7 f | 7 f | 97 h | 22 f | 99 h | 24 f |

(Fonts: Pélissier, 1986.)

### Demografia contemporània
| Evolució de la població |      |      |      |      |      |      |      |      |
| 1793                    | 1800 | 1806 | 1821 | 1831 | 1836 | 1841 | 1846 | 1851 |
| 133                     | 115  | 128  | 122  | 121  | 220  | 240  | 338  | 288  |

| 1856 | 1861 | 1866 | 1872 | 1876 | 1881 | 1886 | 1891 | 1896 |
| ---- | ---- | ---- | ---- | ---- | ---- | ---- | ---- | ---- |
| 263  | 278  | 289  | 296  | 280  | 305  | 356  | 351  | 366  |

| 1901 | 1906 | 1911 | 1921 | 1926 | 1931 | 1936 | 1946 | 1954 |
| ---- | ---- | ---- | ---- | ---- | ---- | ---- | ---- | ---- |
| 367  | 363  | 350  | 387  | 507  | 468  | 480  | 516  | 508  |

| 1962 | 1968 | 1975  | 1982  | 1990  | 1999  | 2004  | 2009  | 2014  |
| ---- | ---- | ----- | ----- | ----- | ----- | ----- | ----- | ----- |
| 656  | 742  | 1.120 | 1.257 | 1.238 | 1.166 | 1.198 | 1.234 | 1.201 |

| 2016  |
| ----- |
| 1.221 |

Fonts: Ldh/EHESS/Cassini fins al 1999, després INSEE a partir deL 2004
Nota: l'increment que es produeix entre els anys 1.968 i 1.975 es deu a la incorporació a la Guingueta d'Ix del terme comunal de Càldegues, produïda el 1973.

### Evolució de la població

Població 1962-2008

## Administració i política

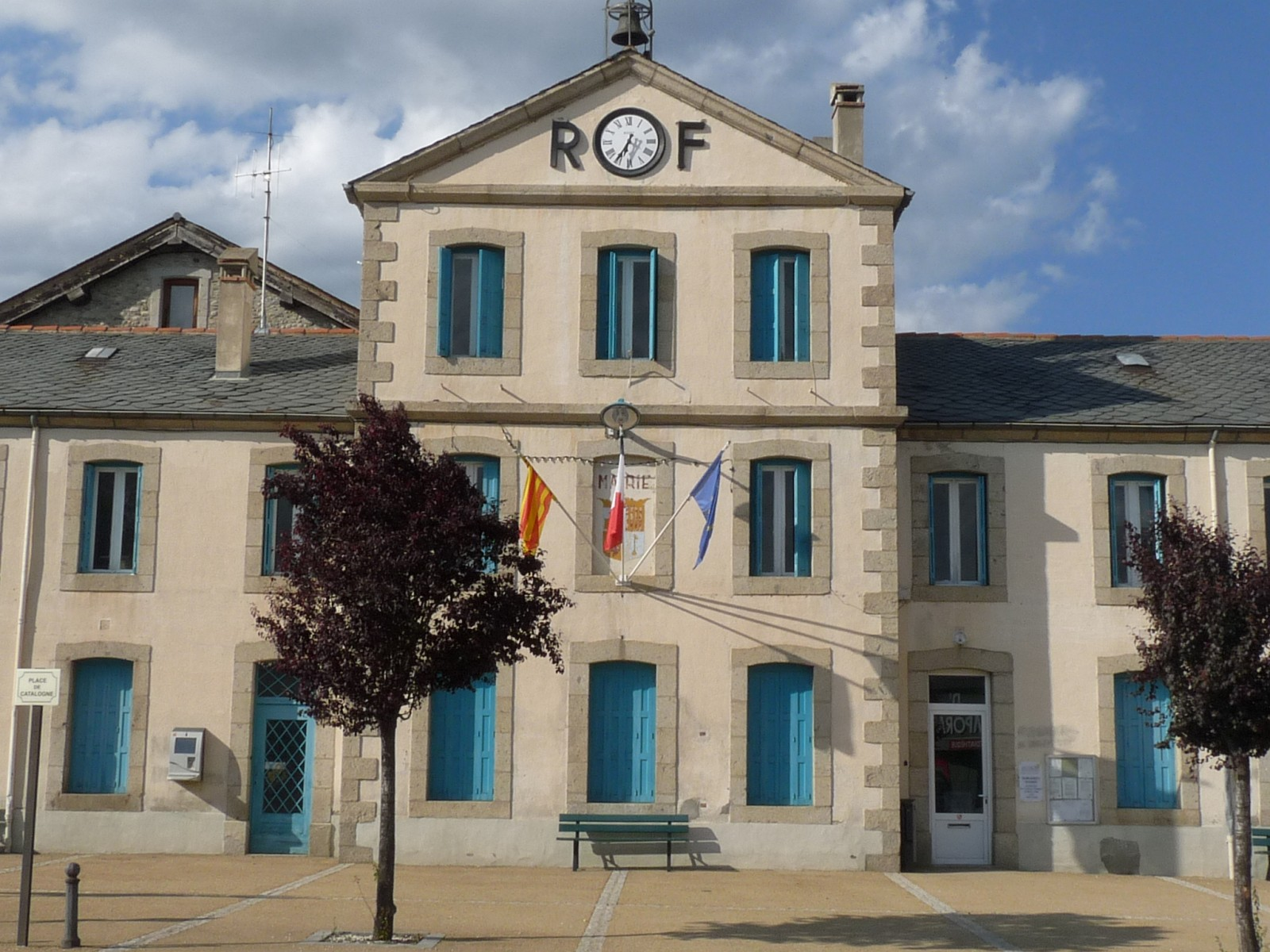
La Casa del Comú de la Guingueta d'Ix

### Batlles
| Alcalde              | Període                       |
| -------------------- | ----------------------------- |
| Thomas Casals        | 1930 - ?                      |
|                      |                               |
| Jean Salvat          | 1945 - 1965                   |
|                      |                               |
| Joseph Calvet        | 1973 - Març del 1995          |
| Jean-Jacques Fortuny | Març del 1995 - Moment actual |

### Legislatura 2014 - 2020

#### Batlle
- Jean-Jacques Fortuny, batlle.

#### Adjunts al batlle[16]
- 1r: Augustin Meya
- 2a: Hélène Marty
- 3r: Daniel Armisen
- 4a: Andrée Bey.

#### Consellers municipals
- Nabil Ayache
- Marie-Thérèse Baussard Ortiz
- Sylvie Blanc-Ravetllat
- Sylvie Blanch
- Neus Garcia Ruiz
- Henri Georges
- Francis Gineste
- Sandrine Laurent
- Jean-Louis Marty
- Marie-Andrée Toussaint.

### Adscripció cantonal
Des de les eleccions cantonals del 2015, la Guingueta d'Ix forma part del Cantó dels Pirineus Catalans.

### Serveis comunals mancomunats
La Guingueta d'Ix pertany a la Comunitat de comunes Pirineus Cerdanya, amb capitalitat a Sallagosa, juntament amb Angostrina i Vilanova de les Escaldes, Dorres, Enveig, Èguet, Er, Estavar, Llo, Naüja, Oceja, Palau de Cerdanya, Porta, Portè, Sallagosa, Santa Llocaia, Targasona, La Tor de Querol, Ur i Vallcebollera.

### Agermanaments
- Vespella de Gaià (Catalunya del Sud).

## Ensenyament i cultura
A la Guingueta d'Ix hi ha un establiment escolar públic per a cada nivell educatiu (menys el Mas Blanc, que és privat): una escola maternal, situada al carrer de l'Escola, una de primària, a l'Avinguda de les Guinguetes, prop de l'estació de tren, el col·legi de secundària Cerdanya, situat a la zona esportiva i escolar del nord-est del poble, darrere i al nord de l'escola primària (el carrer del Col·legi separa aquests dos establiments), i el liceu agrícola del Mas Blanc, privat, situat uns 700 metres al nord del poble, al mas del qual pren el nom. S'hi pot estudiar el batxillerat professional de serveis a les persones i al territori.
També hi ha un Espai Mediateca municipal, connectat a la Mediateca Departamental; és situat al mateix edifici de la Casa del Comú, a la Plaça de Catalunya. A més de les funcions de préstec de llibres i material audiovisual, habituals a les mediateques, ofereix espai per a exposicions temporals i animacions culturals.
També hi ha l'Espai d'Art Puigmartí, museu permanent dedicat al pintor Josep Puigmartí i Valls.

## Llocs d'interès
- Església romànica de Sant Martí d'Ix
- Església romànica de Sant Romà de Càldegues